# Nitidula flavomaculata
Nitidula flavomaculata – gatunek chrząszcza z rodziny łyszczynkowatych i podrodziny Nitidulinae.

## Taksonomia
Gatunek ten opisany został po raz pierwszy w 1790 roku przez Pietra Rossiego.

## Morfologia
Chrząszcz o lekko wypukłym, w zarysie podługowato-owalnym ciele długości od 2,6 do 6,7 mm. Głowa jest brunatna. Czułki są żółtobrązowe z ciemniejszymi buławkami. Przedplecze jest brunatne z brązowożółtymi rozpłaszczeniami krawędzi bocznych. Krawędź przednia przedplecza jest płytko wklęśnięta, a jego przednie kąty rozwarte i stępione. Punktowanie na przedpleczu staje się ku bokom gęstsze i grubsze, ale nie przekształca się w mikrosiateczkowanie o formie plastra miodu. U samców przedplecze jest słabiej sklepione, słabiej ku przodowi zwężone i znacznie bardziej matowe niż u samic. Ubarwienie pokryw jest brunatne z rdzawym lub żółtym wzorem, typowo obejmującym parę dużych plam barkowych przy nasadzie i parę mniejszych plam przy szwie mniej więcej w połowie jego długości, jednak plamy te mogą się zlewać, a ponadto występować może trzecia para małych plam bocznych; wzór ten jest dobrze odcięty od tła. Punkty na pokrywach są tak duże jak na przedpleczu lub większe, rozproszone, oddalone na dystanse wielokrotnie większe od ich średnic, a przestrzenie międzypunktowe cechują się mikroskopowymi nakłuciami. Krawędzie boczne przedplecza i pokryw są delikatnie orzęsione. Krawędzie pokryw są w całości widoczne patrząc od góry, a w ich kątach barkowych występuje mały ząbek. Odnóża mają żółtobrązowe ubarwienie. Te pary przedniej i środkowej mają golenie u samców rozszerzone mocniej niż u samic.

## Ekologia i występowanie
Owad zoosaprofagiczny, znajdowany na suchej padlinie, najczęściej ptasiej.
Gatunek palearktyczny. W Europie podawany jest z Portugalii, Hiszpanii, Francji, Niemiec, Szwajcarii, Austrii, Włoch, Polski, Czech, Słowacji, Węgier, Białorusi, Ukrainy, Mołdawii, Rumunii, Bułgarii, Słowenii, Chorwacji, Bośni i Hercegowiny, Czarnogóry, Serbii, Albanii, Macedonii Północnej, Grecji oraz europejskich części Rosji i Turcji. W Azji notowany jest z Cypru, syberyjskiej części Rosji, anatolijskiej części Turcji, Zakaukazia (w tym Azerbejdżanu), Kazachstanu, Turkmenistanu, Uzbekistanu i Kirgistanu. Ponadto znany jest z Madery, Maroka i Algierii w Afryce Północnej. Oprócz tego zawleczony został do Ameryki Północnej.